# Dieter Domke
Dieter Domke (* 9. Februar 1987 in Kustanai, Kasachische SSR, UdSSR) ist ein deutscher Badmintonspieler. 

## Karriere
Dieter Domke gewann nach zahlreichen Medaillen bei deutschen Einzel- und Mannschaftsmeisterschaften 2005 Silber bei der Junioreneuropameisterschaft im Herreneinzel. Drei Jahre später erkämpfte er sich Bronze bei den deutschen Meisterschaften im Herreneinzel. Im gleichen Jahr wurde er auch Dritter mit dem der SG EBT Berlin in der Bundesliga. 2009 gewann er die Hungarian International und 2010 wurde er deutscher Vizemeister im Einzel.

## Sportliche Erfolge
| Saison    | Veranstaltung                         | Disziplin    | Platz | Name |
| --------- | ------------------------------------- | ------------ | ----- | --- |
| 2000/2001 | Deutsche Mannschaftsmeisterschaft U15 | Mannschaft   | 3     | SV Fischbach (Lisa Weggenmann, Daniel Hammes, Dieter Domke, Anna Kick, Fabian Frambach, Mirko Werner, Alexandra Emirze, Fabian Hammes, Nils Lenhardt)                                                                 |
| 2001/2002 | Deutsche Mannschaftsmeisterschaft U15 | Mannschaft   | 2     | SV Fischbach (Mirko Werner, Eva Mayer, Philipp Junker, Fabian Hammes, Dieter Domke, Anna Kick, Lena Werner, Gregor Hackfort)                                                                                          |
| 2001/2002 | Deutsche Einzelmeisterschaft U15      | Herrendoppel | 3     | Dieter Domke / Mirko Werner (SV Fischbach) |
| 2001/2002 | Deutsche Einzelmeisterschaft U15      | Herreneinzel | 1     | Dieter Domke (SV Fischbach) |
| 2001/2002 | Deutsche Einzelmeisterschaft U15      | Mixed        | 2     | Dieter Domke / Pia Rehlinger (SV Fischbach / TV Bous) |
| 2002/2003 | Deutsche Einzelmeisterschaft U17      | Herreneinzel | 1     | Dieter Domke (SV Fischbach) |
| 2002/2003 | Deutsche Einzelmeisterschaft U17      | Herrendoppel | 2     | Dieter Domke / Eugen Goidenko (SV Fischbach / SV GutsMuths Jena) |
| 2003/2004 | Deutsche Mannschaftsmeisterschaft U15 | Mannschaft   | 3     | SV Fischbach (Julian Degiuli, Jonas Geigenberger, Maike Geib, Alina Hammes, Philip Merz, Richard Domke, Sonja Kick)                                                                                                   |
| 2003/2004 | Deutsche Einzelmeisterschaft U19      | Herreneinzel | 1     | Dieter Domke (SV Fischbach) |
| 2003/2004 | Deutsche Mannschaftsmeisterschaft U19 | Mannschaft   | 4     | SV Fischbach (Dieter Domke, Nils Lenhardt, Anna Schwing, Anna Kick, Fabian Frambach, Fabian Hammes, Lisa Weggenmann)                                                                                                  |
| 2003/2004 | Deutsche Einzelmeisterschaft U19      | Herrendoppel | 2     | Dieter Domke / Eugen Goidenko (SV Fischbach / SV GutsMuths Jena) |
| 2004/2005 | Deutsche Einzelmeisterschaft U19      | Herrendoppel | 2     | Dieter Domke / Eugen Goidenko (PSV Ludwigshafen / SV GuthsMuts Jena) |
| 2004/2005 | Deutsche Einzelmeisterschaft U22      | Herreneinzel | 1     | Dieter Domke (PSV Ludwigshafen) |
| 2004/2005 | Deutsche Einzelmeisterschaft U19      | Herreneinzel | 1     | Dieter Domke (PSV Ludwigshafen) |
| 2005      | Junioren-Europameisterschaft          | Herreneinzel | 2     | Dieter Domke |
| 2005/2006 | Deutsche Einzelmeisterschaft          | Herreneinzel | 3     | Dieter Domke (PSV Ludwigshafen) |
| 2005/2006 | Deutsche Einzelmeisterschaft U19      | Mixed        | 1     | Dieter Domke / Janet Köhler (PSV Ludwigshafen / 1. BV Mülheim) |
| 2005/2006 | Deutsche Einzelmeisterschaft U19      | Herreneinzel | 1     | Dieter Domke (PSV Ludwigshafen) |
| 2006/2007 | Deutsche Einzelmeisterschaft U22      | Herrendoppel | 2     | Michael Hauber (TSV Neubiberg-Ottobrunn) / Dieter Domke (EBT Berlin) |
| 2006/2007 | Deutsche Einzelmeisterschaft U22      | Herreneinzel | 1     | Dieter Domke (EBT Berlin) |
| 2007/2008 | Deutsche Einzelmeisterschaft          | Herreneinzel | 3     | Dieter Domke (SG EBT Berlin) |
| 2007/2008 | Deutsche Mannschaftsmeisterschaft     | Mannschaft   | 3     | SG EBT Berlin (Xuan Chuan, Tim Dettmann, Dieter Domke, Conrad Hückstädt, Karsten Lehmann, Michał Łogosz, Johannes Schöttler, Johannes Szilagyi, Nicole Grether, Janet Köhler, Joanne Nicholas-Wright, Juliane Schenk) |
| 2009      | Hungarian International               | Herreneinzel | 1     | Dieter Domke |
| 2009/2010 | Deutsche Einzelmeisterschaft          | Herreneinzel | 2     | Dieter Domke (1. BC Bischmisheim) |
| 2011      | Deutsche Einzelmeisterschaft          | Herreneinzel | 3     | Dieter Domke (1. BC Bischmisheim) |
| 2012      | Deutsche Einzelmeisterschaft          | Herreneinzel | 2     | Dieter Domke (1. BC Bischmisheim) |
| 2012      | Portugal International                | Herreneinzel | 1     | Dieter Domke |
| 2012      | Swiss International                   | Herreneinzel | 1     | Dieter Domke |
| 2013      | Irish Open                            | Herreneinzel | 2     | Dieter Domke |
| 2014      | Brasil Grand Prix                     | Herreneinzel | 2     | Dieter Domke |
| 2014      | White Nights                          | Herreneinzel | 1     | Dieter Domke |
| 2015      | Europaspiele                          | Herreneinzel | 3     | Dieter Domke |